# Half Pint Heroes
Half Pint Heroes ist ein Kartenspiel für 2 bis 7 Spieler der Spieleautoren Johannes und Roland Goslar sowie Søren Schaffstein, das 2017 bei Corax Games erschien. Das Stichspiel verbindet Elemente des Kartenspiels Wizard mit einem Hold’em-Pokerspiel. Thematisch wird das Spiel als Kneipenspiel präsentiert, bei dem auch „Keilereien“ und „Schießereien“ Bestandteil des Regelwerkes sind.

## Hintergrund und Material
Das Spielprinzip von Half Pint Heroes entspricht einem Stichspiel ohne Trumpfkarten, wobei in diesem Spiel Stiche mit Pokerkombinationen gewonnen werden. Wie bei Wizard muss von den Spielern vorhergesagt werden, wie viele Stiche der jeweilige Spieler bekommen möchte und die anderen Spieler können diese Vorhersage mit ihren Pokerchips anzweifeln. Punkte gibt es für erhaltene Stiche, korrekte Vorhersagen und korrektes Anzweifeln und es gewinnt der Spieler, der am Ende des Spiels am meisten Punkte bekommen hat. Eine Runde kann vorzeitig durch eine „Keilerei“ beendet werden und durch eine „Schießerei“ kann ein Spieler das gesamte Spiel vorzeitig beenden.
Das Spielmaterial besteht aus 
- 65 Spielkarten mit den Werten 1 bis 13 in fünf Farben,
- 28 Ansagekarten (7 Decks mit vier Karten von 0 bis 3),
- 7 Pokerchips,
- einem Punkteblock,
- 7 Karten mit Kurzregeln und der Stichreihenfolge.[1]

## Spielablauf
Zur Spielvorbereitung wählt jeder Spieler einen der sieben Charaktere bzw. Getränkemarken (Ursus Ale, Corax Dark, Purple Bubble Juice, Lovecraft Lager, Pink Bunny Liqueur, Schaffsteiner Pilsener und Chateau Blue Moon) aus und bekommt den jeweiligen Pokerchip und das Set mit jeweils vier Ansagekarten sowie eine Karte mit den Kurzregeln und der Stichreihenfolge. Vor jeder Runde mischt der Startspieler bzw. Geber (nach Regel „der Spieler, der zuletzt ein blaues Auge hatte“) die Karten und deckt die oberste Karte auf. Die aufgedeckte Karte gibt am unteren Kartenrand an, wie viele Karten in die Auslage gelegt werden und wie viele Karten jeder Spieler auf die Hand bekommt. Der Geber verteilt die Karten entsprechend an die Mitspieler und deckt gegebenenfalls bis zu vier weitere Karten in der Auslage auf. Nachdem jeder Spieler seine Karten auf der Hand hat und die Auslage liegt, gibt jeder Spieler mit seinen Ansagekarten verdeckt einen Tipp ab, wie viele Stiche er in dieser Runde gewinnen wird; er darf einzelne Karten nehmen oder auch mehrere kombinieren. Danach decken alle Spieler gleichzeitig ihre Ansage auf. Alle Spieler nutzen danach gleichzeitig ihren Pokerchip für eine Gegenwette, um eine gegnerische Ansage anzuzweifeln, indem sie den Chip auf die entsprechende Karte legen.
Beginnend mit dem Spieler links vom ersten Kartengeber, spielen alle Spieler im Uhrzeigersinn nacheinander pro Runde eine oder mehrere Karten in die Tischmitte aus, bis jeder einmal an der Reihe war. Diese Karten müssen mit Null oder mehr der zentral ausliegenden Karten eine gültige Pokerkombinationen ergeben und der Spieler mit der höchsten Kombination bekommt den Stich. Die Stichfolge ist auf der Begleitkarte angegeben und entspricht weitestgehend der Pokerreihenfolge. Entsprechend ist eine Einzelkarte die niedrigste Option, danach folgen ein Paar, zwei Paar, ein Drilling, eine Straße aus fünf Karten, ein Full House, ein Flush (mit fünf Karten der gleichen Farbe), in Vierling, eine Straße aus fünf Karten der gleichen Farbe, ein Fünfling und ein Royal Flush (5 Karten einer Farbe mit den Werten 9 bis 13). Innerhalb gleicher Kombinationstypen gewinnen jeweils die höheren Kartenwerte der ausgespielten Karten. Der Gewinner eines Stichs spielt die erste Karte oder Kombination für den nächsten Stich aus und falls er keine Karten mehr hat, startet der nächste Spieler links von ihm, der noch Karten hat. Die Runde wird so lange gespielt, bis kein Spieler mehr Karten auf der Hand hat. Dabei muss jeder Spieler mit Handkarten bei jedem Stich mindestens eine Karte ablegen. Gewinnt ein Spieler in einer Runde drei Stiche hintereinander, so kommt es zu einer „Keilerei“, wobei er die entsprechende Runde sofort gewinnt.
Wenn alle Spieler ihre Handkarten vollständig ausgespielt haben, kommt es zur Abrechnung der Runde. Dabei wird zuerst kontrolliert, ob die Spieler die angesagte Anzahl Stiche erhalten haben oder, falls nicht, andere Spieler Pokerchips auf die Ansagen platziert haben. Alle Spieler bekommen nun für jeden gewonnenen Stich 10 Punkte, für jeweils korrekte Ansagen die auf den Ansagekarten angegebenen Punkte sowie ein Kreuz für den Treffer und für korrekte Anzweifelungen zusätzlich 20 Punkte. Alle erhaltenen Punkte werden in den Punkteblock eingetragen. Wurde eine Runde durch eine Keilerei beendet, bekommt der Gewinner für jeden Stich 10 Punkte plus 30 Punkte für die Keilerei, alle anderen Spieler gehen leer aus.
Das Spiel läuft in der Regel über 10 Runden, danach kommt es zu einer Endabrechnung. Schafft es allerdings ein Spieler fünf Mal hintereinander seine Vorhersage zu erfüllen, kommt es zu einer Schießerei und er gewinnt das Spiel sofort unabhängig von der Punktezahl der Spieler. Bei der normalen Endabrechnung werden alle Rundenergebnisse sowie die längste zusammenhängende Reihe korrekter Ansagen (inklusive Keilereien) multipliziert mit 10 addiert. Gewinner des Spiels ist am Ende der Spieler mit den meisten Punkten und bei einem Gleichstand gewinnt der Spieler, der die meisten Spiele über eine Keilerei gewonnen hat.

## Ausgaben
Half Pint Heroes wurde von den deutschen Spieleautoren Johannes und Roland Goslar sowie Søren Schaffstein entwickelt. Es erschien 2017 nach einer Finanzierungskampagne auf der zur Website spiele-offensive.de gehörenden Plattform „Spieleschmiede“ zu den Internationalen Spieltagen in Essen bei dem Spieleverlag Corax Games in einer englischen und einer deutschen Version. An der Kampagne beteiligten sich 773 Personen, die einen Gesamtbetrag von mehr als 21.000 € zusammenbrachten. Im gleichen Jahr erschien das Spiel auf Russisch bei Magellan und auf Japanisch bei Ten Days Game.
2018 erschien mit Half-Pint Heroes: Happy Hour eine Erweiterung des Spiels. Dabei bekommt jeder Spieler einen Satz Aufkleber, die er im Laufe des Spiels auf die Karten kleben kann und die die Regeln für diese Karten für das gesamte Spiel verändern.

## Belege
1. 1 2 3 4 5 6 7  Half Pint Heroes Spielregeln, Corax Games 2017.
2. 1 2  Kampagne zu Half-Pint Heroes in der Spieleschmiede; abgerufen am 23. Oktober 2018.
3. 1 2  Versionen von Half Pint Heroes bei boardgamegeek; abgerufen am 23. Oktober 2018.
4. ↑  Half-Pint Heroes: Happy Hour bei boardgamegeek; abgerufen am 23. Oktober 2018.